# Leslie Burr-Howard
Leslie Burr-Howard (1 de outubro de 1956) é uma ginete estadunidense, especialista em saltos, campeã olímpico. 

## Carreira
Leslie Burr-Howard representou seu país nos Jogos Olímpicos de 1984 e 1996, na qual conquistou a medalha de ouro por equipes em 1984.